# 金光寺 (京都市下京区材木町)
金光寺（こんこうじ）は、京都府京都市下京区、七条通の材木町にあった、時宗遊行派の寺院。七条道場と呼ばれていた。

## 歴史
寺伝によると仏師運慶の三男康弁が、定朝以来の宅地であった七条東洞院を他阿真教に寄進したとあるが、実際は康弁ゆかりの土地を康弁から数代後の七条仏所の仏師が金光寺に寄進したもののようである。
正安3年（1301年）、真教が弟子の呑海（有阿）に建立させて住持にしたのが始まりである。後に呑海の門流は相模国藤沢の藤沢道場清浄光寺を本寺とする時宗十二派中最大の遊行派を形成していくが、金光寺は七条道場または七条河原口道場と呼ばれ、遊行派の京都における一大拠点であった。呑海は後に遊行上人となるが、それ以外にも応仁の乱までに金光寺の住持から6人もの遊行上人を輩出している。室町時代には積極的に葬送に携わるようになった。
文明10年（1478年）の時点で金光寺が統括する寮舎が長泉院、乗蓮寺など17か寺、末寺は荘厳寺、宝光寺など5か寺、寺領は末寺領も含めると132か所にも上り、江戸時代に入ると火葬場も作られ、さらなる隆盛を誇った。しかし、明治時代となって廃仏毀釈が始まると次第に衰微していき、ついに1907年（明治40年）に同じ遊行派の長楽寺に合併された。
主に七条仏所の慶派仏師が作成した一遍上人立像をはじめとする歴代祖師の像7体も長楽寺に移された。
時宗市屋派本寺である市屋道場金光寺は別の寺である。